# 世界心理衛生聯盟
世界心理衛生聯盟（英語：World Federation for Mental Health，縮寫WFMH）是一個國際性、多專業的非政府組織，其中包括公民志工和曾經患有心理疾病的人。它成立於1948年，與聯合國和世界衛生組織處於同一年代。

## 目標
世界心理衛生聯盟的目標包括：
•預防精神和情緒障礙。
•妥善治療和照顧患有此類疾病的人。
•促進心理健康。